# وایسنو (لانگنهاگن)

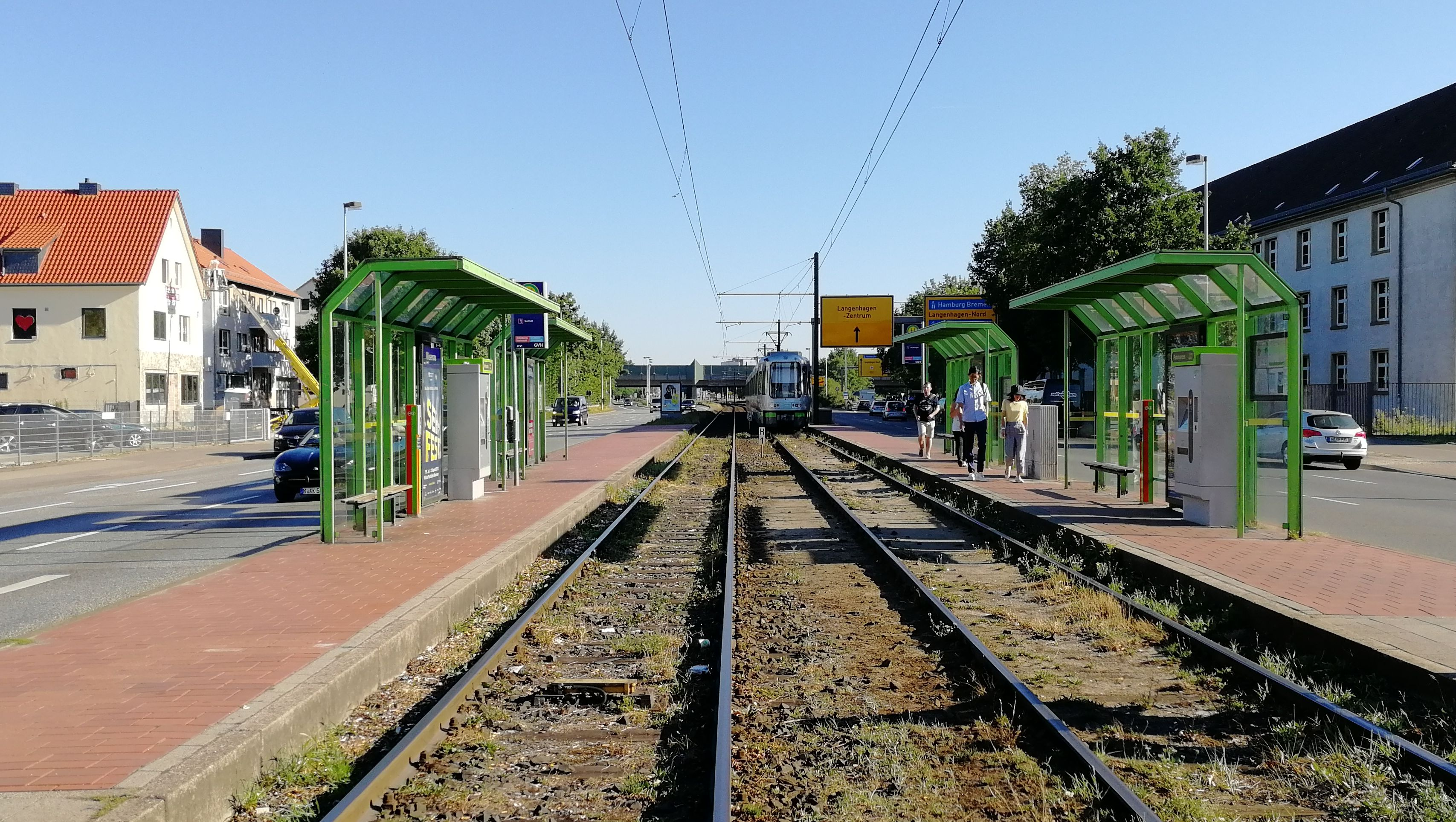
ایستگاه مترو وایسنو

وایسنو یک منطقه مسکونی در لانگنهاگن است که با بزرگراه فدرال ۲ در شمال هم‌مرز است.

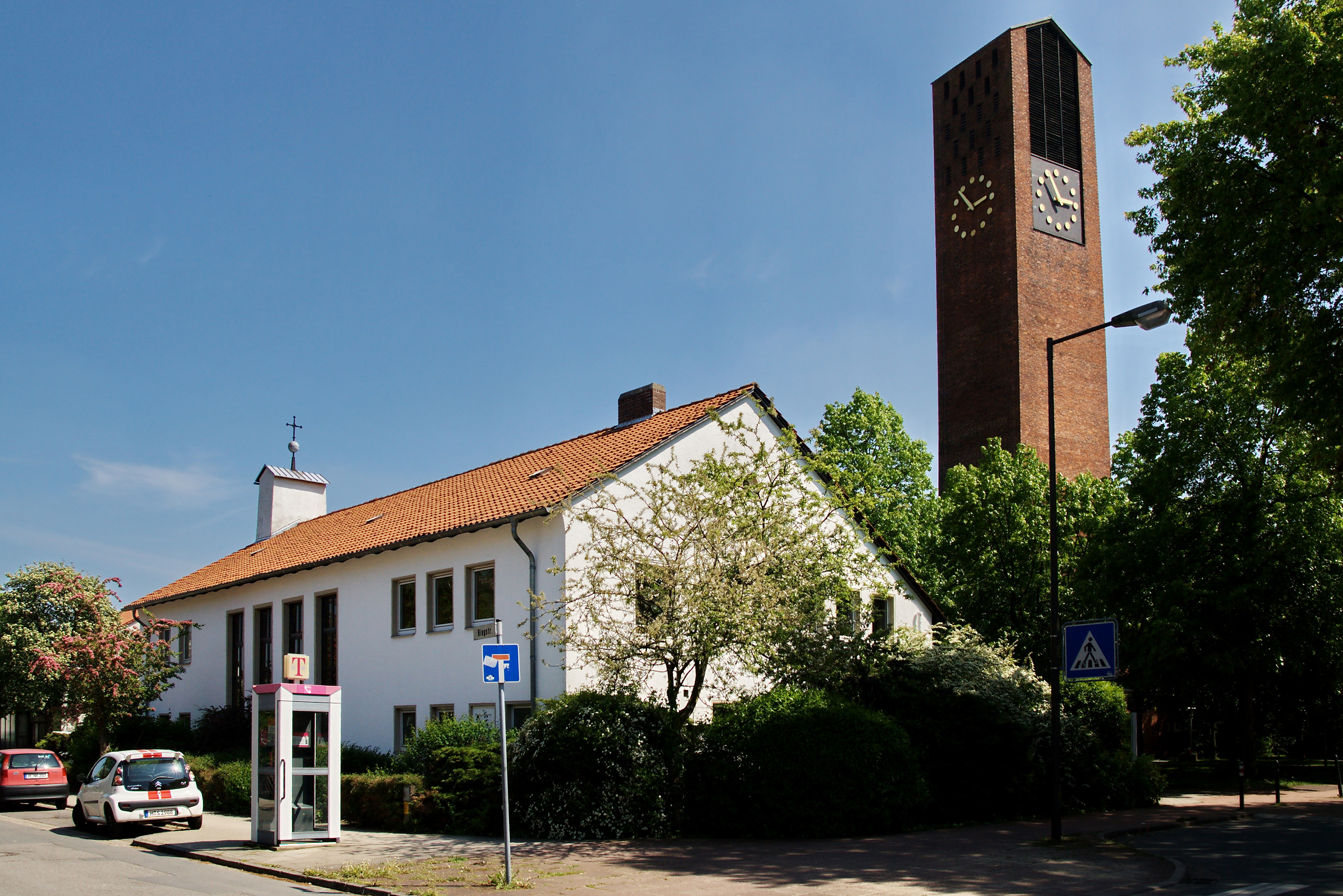
کلیسا